# レオポルド2世勲章

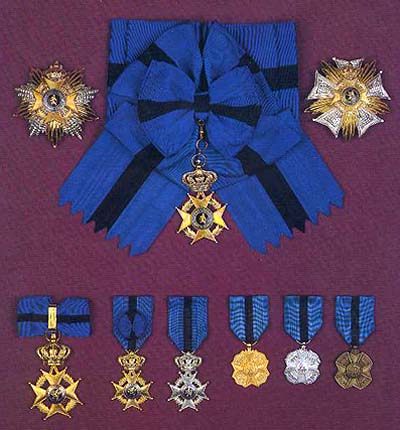
レオポルド2世勲章

レオポルド2世勲章（レオポルドにせいくんしょう、フランス語: Ordre de Léopold II、オランダ語: Orde van Leopold II）は、第2代ベルギー国王(ベルギー王)兼コンゴ自由国国王のレオポルド2世の名を冠するベルギーの勲章であり、同国の発展に貢献した人物に対して授与される
8等級に分かれており、名称は高位から順に、グランクロワ（大十字） - グランオフィシエ（大将校） - コマンドゥール（司令官） - オフィシエ（士官） - シュヴァリエ（騎士） - 金 - 銀 - 銅である。
- グランクロワ章
- グランオフィシエ章
- コマンドゥール章
- オフィシエ章
- シュヴァリエ章
- 金メダル
- 銀メダル
- 銅メダル

同国の勲章には、他にレオポルド勲章（5等級） - 王冠勲章（10等級）があり、当勲章はそれらの下位に位置付けられている。